# Randers Gears
Randers Gears A/S (tidligere: Randers Maskin- og Tandhjulsfabrik A/S) er en dansk virksomhed, der producerer tandhjul og relaterede produkter. Op mod 90 % af virksomhedens produktion eksporteres. I 2005 blev virksomheden udpeget af Dagbladet Børsen som vækstvirksomhed; omsætningen var dengang 30,5 mio. kr. Antallet af ansatte er omkring 70 personer.
Virksomheden blev grundlagt i Randers i 1920 som et lille maskin- og reparationsværksted. Siden er virksomheden vokset og er i dag en af de førende i Skandinavien inden for tandhjul. I 1990 overtog fabrikken svenske SKF's produktion af koniske tandhjul.
Randers Gears er i dag underleverandør til en række virksomheder, bl.a. tog-, skibs-, maskin-, vindmølle-, rumfart- og radarindustrien. Virksomheden er desuden medejer af Tannhjulsfabrikken A/S i Sandefjord.
Administrerende direktør for Randers Gears var i en årrække Søren Fischer (hans fulde navn var Søren Einar Fischer Jensen).